# Calypsopycnon georgiae
Calypsopycnon georgiae là một loài nhện biển trong họ Ascorhynchidae. Chúng được miêu tả khoa học năm 1948 bởi Hedgpeth.